# Shi (personagem)
Shi é uma personagem de histórias em quadrinhos criada por William Tucci. Sua primeira aparição foi na primeira edição da revista Razor Annual, em 1993.